# Michael Kreitl
Michael Kreitl (* 6. Dezember 1975 in Schongau) ist ein ehemaliger deutscher Eishockeyspieler, der von April 2015 bis April 2025 der Geschäftsführer der ESV Kaufbeuren Spielbetriebs GmbH war.

## Karriere
Michael Kreitl begann seine Karriere als Eishockeyspieler 1995 beim EC Peiting, für den er bis 2002 insgesamt sieben Jahre lang spielte. Anschließend wechselte er zu den Tölzer Löwen in die 2. Bundesliga. Nach nur einem Jahr zog es Kreitl zum Ligarivalen SC Riessersee, für den er in der Saison 2003/04 insgesamt 16 Scorerpunkte, davon elf Tore, in 21 Spielen erzielte. Zudem spielte der Angreifer in derselben Spielzeit in 16 Partien für die Moskitos Essen aus der Eishockey-Oberliga, in denen er 18 Scorerpunkte erzielte (darunter zehn Tore). Von 2004 bis 2006 stand Kreitl beim Zweitligisten Lausitzer Füchse unter Vertrag.
Im Sommer 2006 wechselte der Schongauer zum Zweitligisten SERC Wild Wings. Ab der Saison 2007/08 spielte Kreitl bei den Augsburger Panthern aus der DEL. Dort gehörte er zu den erfolgreichsten Bullyspielern und wurde 2010 Vizemeister der DEL.  Ebenfalls in der Spielzeit 2007/2008 lief er in der 2. BL für den EV Landsberg 2000 in 29 Partien auf und erzielte 36 Scorerpunkte, davon neun Tore. Im Juni 2010 unterzeichnete Kreitl beim EC Peiting in der Eishockey-Oberliga.
Im Mai 2012 wurde bekannt, dass Kreitl, welcher in der abgelaufenen Saison mit Abstand Topscorer des EC Peiting war, zum SC Riessersee aus der 2. Eishockey-Bundesliga wechselt.
Zur Saison 2013/2014 wechselte er zum Ligakonkurrenten ESV Kaufbeuren. Da dieser seinen Vertrag zur nächsten Saison nicht mehr verlängerte kehrte er im Sommer 2014 in die Eishockey-Oberliga zum EC Peiting zurück.
Nach einem Kurzzeitengagement bei seinem Heimatverein wechselte er bereits im November 2014 zum ESV Kaufbeuren zurück. Nach Erreichen des Klassenerhalts beim ESV Kaufbeuren beendete Kreitl im April 2015 seine Karriere und ist seither als Geschäftsführer der neuen ESVK Spielbetriebsgesellschaft mbH tätig.
Im Februar 2025 gaben die  Gesellschafter der ESVK Spielbetriebs GmbH & Co. KG bekannt, den Vertrag mit Geschäftsführer Michael Kreitl, der am 30. April 2025 endet, nicht zu verlängern. Kreitl führte er den Verein als Geschäftsführer und sportlicher Leiter und in Doppelfunktion und war in zahlreichen Gremien – vor allem in der DEL2 – aktiv. Unter seiner Führung verzeichnete der ESVK mehrere Erfolge, darunter vier Halbfinalteilnahmen in der DEL2.

„Ich war von der Entscheidung meinen Vertrag nicht zu verlängern, welche mir der Beirat heute Mittag mitgeteilt hat, sicherlich überrascht und auch enttäuscht.“

## Karrierestatistik
(Legende zur Spielerstatistik: Sp oder GP = absolvierte Spiele; T oder G = erzielte Tore; V oder A = erzielte Assists; Pkt oder Pts = erzielte Scorerpunkte; SM oder PIM = erhaltene Strafminuten; +/− = Plus/Minus-Bilanz; PP = erzielte Überzahltore; SH = erzielte Unterzahltore; GW = erzielte Siegtore; 1 Play-downs/Relegation; Kursiv: Statistik nicht vollständig)

1 inklusive „1. Liga“ (1994–1998); 2 inklusive „2. Liga“ (1998/99)